# الخربة (النادرة)

تعديل مصدري - تعديل

الخربة هي إحدى قرى عزلة الزمازمة بمديرية النادرة التابعة لمحافظة إب، بلغ تعداد سكانها 351 نسمة حسب تعداد اليمن لعام 2004.